# Lidija Majnik
Lidija Majnik, slovenska knjižničarka in političarka, * 10. februar 1953, Murska Sobota

## Življenje in delo
Rodila se je v Murski Soboti. Osnovno šolo in gimnazijo je obiskovala na Ptuju, kjer je leta 1971 maturirala. Šolanje je nadaljevala na Pedagoški akademiji v Mariboru in leta 1976 diplomirala kot predmetna učiteljica slovenskega in nemškega jezika. Med študijem se je zaposlila v Ljudski in študijski knjižnici Ptuj, najprej leta 1974 kot knjižničarka izposojevalka, po opravljeni diplomi pa leta 1976 kot višja knjižničarka. Od leta 1975 do upokojitve je bila članica bibliotekarskega društva. Leta 1983 je postala ravnateljica knjižnice in na tem položaju ostala do leta 2000, ko je bila kot članica LDS izvoljena za poslanko v 3. državnem zboru Republike Slovenije. Po izteku mandata je nadaljevala svojo knjižničarsko kariero kot višja knjižničarka in namestnica direktorja v ptujski knjižnici. 
Kot ravnateljica je bila med drugim odgovorna za uvajanje novih dejavnosti v knjižnici, avtomatizacijo izposoje in zagotavljanje ustreznega števila zaposlenih. Pomembna je bila tudi za zagotovitev novih in ustreznejših prostorov za delovanje knjižnice, ki je takrat delovala v zgornjem nadstropju Minoritskega samostana na Ptuju. Intenzivno je sodelovala pri prenovi stavbe Malega gradu na Prešernovi ulici, v kateri so se leta 2000, po 15 letnem preurejanju, združili vsi oddelki ptujske knjižnice.  
Lidija Majnik je delovala tudi na drugih področjih, ne le na knjižničarskem. Dva mandata je bila predsednica Javnega sklada Republike Slovenije za ljubiteljsko kulturo območne izpostave Ptuj in predsednica sveta zavoda Mestnega gledališča Ptuj. 20 let (1994-2014) je delovala tudi kot svetnica Mestnega sveta Mestne občine Ptuj.
Leta 2009 je prejela Čopovo diplomo s strani Zveze bibliotekarskih društev Slovenije. Leta 2011 ji je Mestna občina Ptuj podelila priznanje velika oljenka, v zahvalo za prispevek, ki ga je dala kulturi in knjižničarstvu na območju Ptuja in okolice.